# یورن وی. پدرسن
یورن وی. پدرسن (انگلیسی: Jørgen V. Pedersen؛ زادهٔ ۸ اکتبر ۱۹۵۹) دوچرخه‌سوار اهل دانمارک است.